# Real Marcianise Calcio
Real Marcianise Calcio is een Italiaanse voetbalclub uit Marcianise, in de regio Campania. De club werd opgericht in 1985.